# Mika Boorem

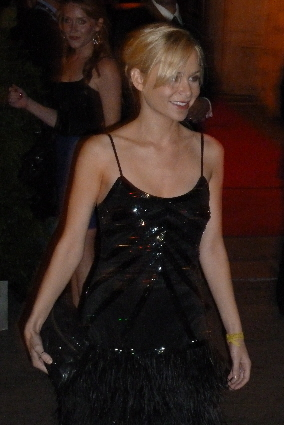
Mika Boorem (2010)

Mika Boorem (* 18. August 1987 in Tucson, Arizona als Mikaela Sue Boorem) ist eine US-amerikanische Schauspielerin.

## Leben und Karriere
Mika Boorem wurde am 18. August 1987 als zweites Kind von Holly Sue (geborene Thomas) und Benjamin Melvin Boorem in Tucson geboren.
Boorem wurde durch ihre Hauptrollen in den Filmen Plötzlich verliebt und Smile bekannt. Sie war außerdem in Nebenrollen in folgenden Filmen zu sehen: Jack Frost, Der Patriot, Im Netz der Spinne, Hearts in Atlantis, Blue Crush und Carolina – Auf der Suche nach Mr. Perfect.
Des Weiteren spielte sie jeweils eine kleine Rolle in den Fernsehserien Dawson’s Creek und Ein Hauch von Himmel. 2006 wirkte sie in dem Fernsehfilm Augusta, Gone mit.

## Filmografie
- 1996: Burning Zone – Expedition Killervirus (The Burning Zone, Fernsehserie, 1 Folge)
- 1996–2003: Ein Hauch von Himmel (Touched By An Angel, Fernsehserie, 4 Folgen)
- 1997: A Walton Easter (Fernsehfilm)
- 1997: Ally McBeal (Fernsehserie, 1 Folge)
- 1997: Drew Carey Show (The Drew Carey Show, Fernsehserie, 1 Folge)
- 1997: Indianersommer – Die Abenteuer des kleinen Indianerjungen Little Tree (The Education of Little Tree)
- 1997: Sabrina – Total Verhext! (Sabrina, the Teenage Witch, Fernsehserie, 1 Folge)
- 1997–1998: The Tom Show (Fernsehserie, 19 Folgen)
- 1998: Jack Frost
- 1998: Mein großer Freund Joe (Mighty Joe Young)
- 1998: Walker, Texas Ranger (Fernsehserie, 1 Folge)
- 1999: A Memory in My Heart
- 1999: Providence (Fernsehserie, 1 Folge)
- 2000: Der Patriot (The Patriot)
- 2001: Im Netz der Spinne (Along Came a Spider)
- 2001: Hearts in Atlantis
- 2001: Unterwegs mit Jungs (Riding In Cars With Boys)
- 2002: Blue Crush
- 2002–2003: Dawson’s Creek (Fernsehserie, 6 Folgen)
- 2003: Carolina – Auf der Suche nach Mr. Perfect (Carolina)
- 2004: Dirty Dancing 2 (Dirty Dancing: Havana Nights)
- 2004: Plötzlich verliebt (Sleepover)
- 2005: Smile
- 2006: Augusta, Gone (Fernsehfilm)
- 2006: Im Bann der dunklen Mächte (The Initiation of Sarah)
- 2007: Dr. House (House, Fernsehserie, 1 Folge)
- 2007: Jesse Stone: Alte Wunden (Jesse Stone: Seachange)
- 2008: Trucker
- 2008: Ghost Whisperer – Stimmen aus dem Jenseits (Ghost Whisperer, Fernsehserie, 1 Folge)
- 2009: The 2 Bobs
- 2010: The Ward
- 2011: 1 Out of 7
- 2011: Good Day for It
- 2012: Dark Desire
- 2013: Awake
- 2013: Out To Lunch
- 2016: Minutes Past Midnight
- 2021: Hollywood.Con

## Auszeichnungen
Boorem wurde für einen Teen Choice Award for choice TV Sidekick (für ihre Rolle in Dawson’s Creek) und für einen Young Artist Award nominiert.